# Paso Pichachén
Paso Pichachén o boquete de Antuco es un paso fronterizo entre la República Argentina y la República de Chile. En el lado argentino, se encuentra ubicado en la Provincia del Neuquén y la localidad más cercana es El Cholar. En el lado chileno, se localiza en la Región del Biobío, siendo Antuco la localidad más próxima. 
La construcción del camino argentino implicó la colocación de 25 alcantarillas, mientras que del lado chileno, se construirá un nuevo complejo aduanero y se estima que las faenas de mejoramiento y pavimentación de la ruta entre Antuco y el paso comenzarán en 2026.
Presenta las ventajas de baja altitud y un relieve favorable. Por este paso se proyectó el primer ferrocarril trasandino, Ramal_Monte_Águila-Polcura, cuya construcción quedó suspendida en 1906. También a través de este paso, Luis de la Cruz realizó en 1806 su célebre travesía de reconocimiento desde Concepción a Buenos Aires.

## Galería

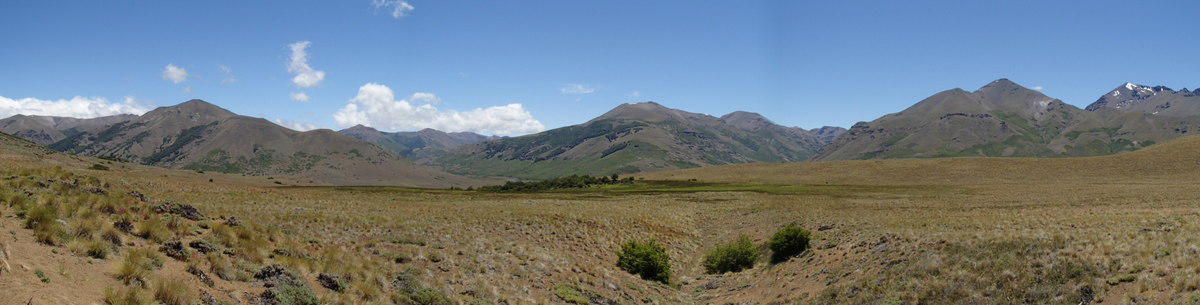
Paso Pichachén por el costado argentino.
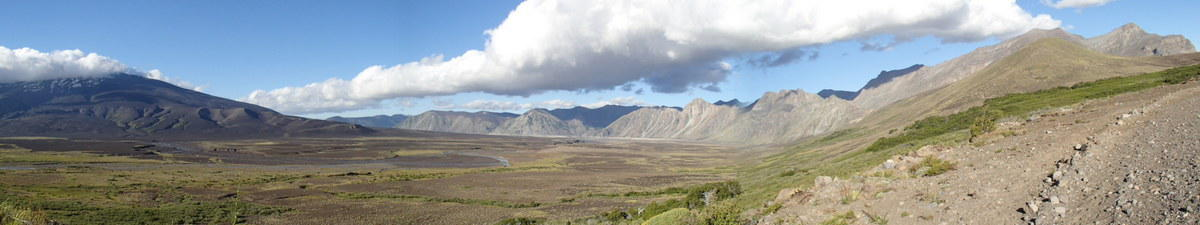
Paso Pichachén por el costado chileno.
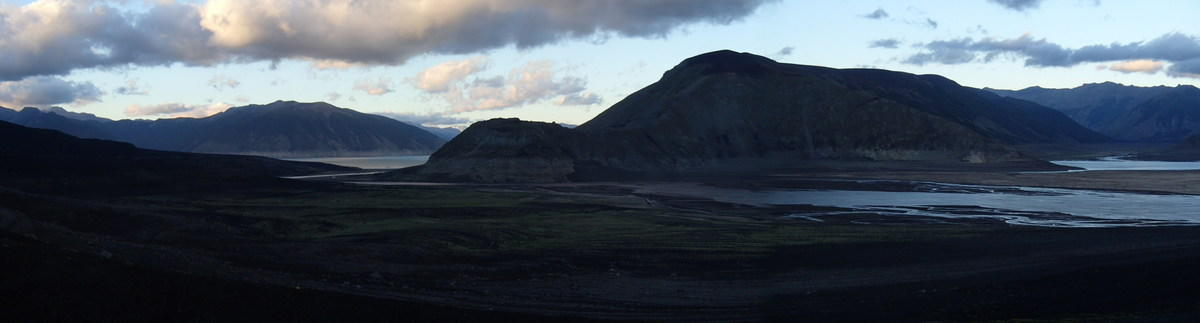
Laguna del Laja